# Pénitencier fédéral d'Allenwood
United States Penitentiary, Allenwood
Le pénitencier fédéral d'Allenwood (en anglais : United States Penitentiary, Allenwood ou USP Allenwood) est une prison fédérale américaine de haute sécurité située en Pennsylvanie, près du village d'Allenwood.
Le pénitencier a été construit en 1993. La population carcérale y est de 893 détenus en 2016.
Techniquement, le pénitencier constitue l'une des trois installations du complexe correctionnel fédéral d'Allenwood (de haute, moyenne et basse sécurité), cet établissement ayant le plus haut niveau de sécurité.

## Détenus notables
- Aldrich Ames, ancien officier de la CIA, a plaidé coupable en 1994 pour espionnage, condamné à perpétuité
- Howard Mason, condamné à perpétuité pour crime en bande organisée[2]
- Louis Daidone, condamné à perpétuité pour meurtre et racket[3]
- Thomas Pitera, condamné à perpétuité pour meurtre de 6 personnes[4]
- Masoud Khan, condamné à perpétuité pour terrorisme[5]
- James Holmes (en), tueur de masse auteur de la fusillade d''Aurora, transféré dans l'établissement après avoir tout d'abord été incarcéré au pénitencier d'État du Colorado[6]